# الممسوس (فلم 1931)
الممسوس (بالإنجليزية: Possessed) فيلم رومانسي أمريكي صدر عام 1931. من إخراج كلارنس براون وبطولة كلارك غيبل، جوان كراوفورد.

## روابط خارجية
- مقالات تستعمل روابط فنية بلا صلة مع ويكي بيانات